# Atena (mitologie)
Atena (greacă din Attica: Ἀθηνᾶ; greacă homerică: Ἀθηναίη), numită și Pallas Atena, este o zeiță din mitologia greacă, asociată cu înțelepciunea, artizanatul și războiul, care a fost ulterior sincretizată cu zeița romană Minerva. Atena a fost considerată patronul și ocrotitoarea diferitelor orașe din Grecia, în special orașul Atena, de unde cel mai probabil și-a primit numele. 
Partenonul de pe Acropola Atenei îi este dedicat. Simbolurile ei majore includ bufnița, măslinul, șarpele și amuleta cu gorgonă. În artă, ea este în general reprezentată purtând o cască și ținând o suliță.
De la originea ei ca zeitate tutelară, Atena a fost strâns asociată cu orașul. Era cunoscută sub numele de Polias și Poliouchos (ambele derivate din polis, adică „oraș-stat”), iar templele ei erau de obicei situate deasupra acropolei fortificate, în partea centrală a orașului. Partenonul de pe Acropola ateniană îi este dedicat, împreună cu numeroase alte temple și monumente. În calitate de patron al meșteșugurilor și țesuturilor, Atena era cunoscută sub numele de „Ergane”. Era, de asemenea, o zeiță războinică și se credea că îi conduce pe soldații în luptă ca Atena Promachos. Principalul ei festival din Atena a fost Panathenaia, care a fost în luna Hekatombaion din mijlocul verii, și a fost cel mai important festival din calendarul atenian.
În mitologia greacă, se credea că Atena s-a născut din capul tatălui ei, Zeus, după ce a înghițit-o pe Metis de teama că va da naștere unui băiat ce-l va detrona. În mitul fondator al Atenei, Atena l-a învins pe Poseidon într-o competiție privind patronajul orașului prin crearea primului măslin. Aceasta era cunoscută sub numele de Atena Parthenos sau „Atena cea virgină”, dar într-un mit arhaic atic, reiese faptul că zeul Hefaistos a încercat să o violeze. N-a reușit, iar din sperma sa vărsată pe pământ (pe Geea) s-a născut Erichthonius, un important erou fondator atenian. Atena a fost zeița patroană a eforturilor eroice; se credea că i-a ajutat pe eroii Perseu, Heracle, Belerofon și Iason. Împreună cu Afrodita și Hera, Atena a fost una dintre cele trei zeițe a căror rivalitate a dus la începutul Războiului troian.
Ea joacă un rol activ în Iliada, în care îi ajută pe ahei, iar în Odiseea este sfătuitoarea lui Odiseu. În scrierile ulterioare ale poetului roman Ovidiu este relatată  o poveste în care Atena a concurat împotriva lui Arachne într-o competiție de țesut, transformând-o ulterior într-un păianjen. Ovidiu descrie, de asemenea, modul în care a transformat-o pe Medusa într-o gorgonă după ce a fost martoră că a fost violată de Poseidon în templul ei. Din Renaștere, Atena a devenit un simbol internațional al înțelepciunii, artelor și clasicismului. Artiștii occidentali și alegoriști au folosit-o adesea pe Atena ca simbol al libertății și democrației. Bufnița, animalul ei sacru, este simbolul educației.

## Etimologie

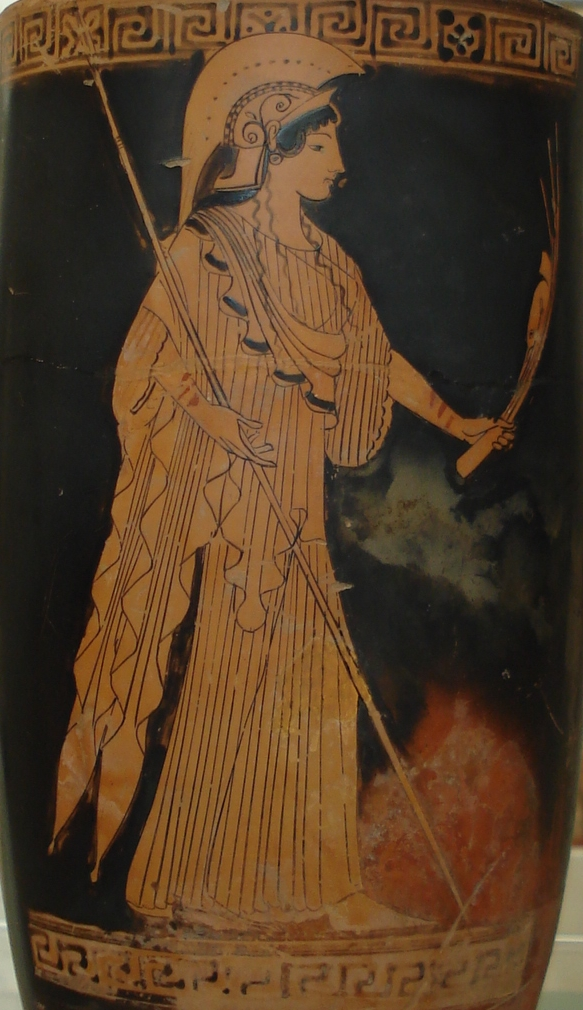
Atena pictată pe un vas de ceramică, 480-470 î.Hr., Metropolitan Museum of Art, SUA

Atena este asociată cu orașul Atena (în greaca antică: Ἀθῆναι Athênai), care reprezintă pluralul numelui zeiței. Acesta este locul unde -conform mitului- aceasta a prezidat peste o sororitate închinată ei, Athenai. De fapt, mărturiile din diferite orașe din Grecia antică atestă existența zeitelor orașului, al căror nume este forma singulară a numelor respective de orașe. De exemplu, în Micene (în greacă: Μυκῆναι, Mykēnai) era o zeiță numită Mykene cu sororitatea ei, în timp ce la Teba (în greaca antică: Θῆβαι, Thēbai) o divinitate asemănătoare numită Thebe. Relația dintre Athena și orașul ei pare să fi fost una similară.
În dialogul Cratil al lui Platon, Socrate argumentează că numele ei se poate trage din „inteligență divină” (θεοῦ νόησις, theoũ nóēsis) sau „cea cu cunoștințe divine” (τὰ θεῖα νοοῦσα, ta theia noousa). A treia ar fi ca numele ei să fi pornit din Etheonoe (εν έθει νόεσιν, en éthei nóesin) „inteligență morală”, și numele să fie alterat ulterior într-una dintre formele numelui ei în Grecia antică: Athēnā, Athēnaia, Athēnaiē sau Athānā.
Astfel, Platon credea că numele Atenei era derivat din greaca Ἀθεονόα, Atheonóa - mintea zeității (θεός, theós=zeu) (νοῦς, noũs=minte). Oratorul din secolul al II-lea d.Hr., Aelius Aristides, a  obținut simboluri naturale din rădăcinile etimologice ale numelor Atenei precum eter, aer, pământ și lună.
Aceasta este o chestiune mai gravă și, acolo, prietene, interpretii moderni ai lui Homer pot, cred eu, să ajute la explicarea punctului de vedere al anticilor. Pentru cele mai multe dintre acestea, în explicațiile lor despre poet, afirmați că el înțelegea prin Atena „minte” [νοῦς, noũs] și „inteligență” [διάνοια, diánoia], iar creatorul de nume pare să fi avut o noțiune singulară despre ea; și într-adevăr o numește printr-un titlu și mai înalt, „inteligența divină” [θεοῦ νόησις, theoũ nóēsis], ca și cum el ar spune: Aceasta este ea care are mintea lui Dumnezeu [ἁ θεονόα, a theonóa). Poate, totuși, că numele Theonoe poate însemna „cea care cunoaște lucrurile divine” [τὰ θεῖα νοοῦσα, ta theia noousa] mai bună decât altele. Nici nu vom greși cu desăvârșire presupunând că autorul ei a dorit să identifice această zeiță cu inteligența morală [εν έθει νόεσιν, en éthei nóesin] și, prin urmare, i-a dat numele Etheonoe; care, totuși, fie el, fie succesorii săi, au transformat-o în ceea ce au considerat o formă mai frumoasă și au numit-o Atena. (Socrate, în Cratil de Platon)

## Caracteristici

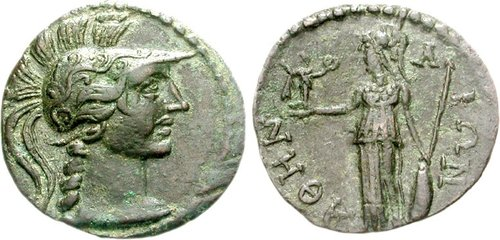
Atena Parthenos, monedă din Atena

Atena era socotită protectoarea artelor frumoase, a meșteșugurilor, a literaturii și a agriculturii, a oricărei acțiuni care presupunea ingeniozitate și spirit de inițiativă. Aceasta patrona viața socială și cea statală, era sfătuitoarea grecilor adunați în areopag și apărătoarea lor în războaie.

### Epitete
Epitetele Atenei sunt interesante datorită diferitelor percepții pe care le reflectă ale celor care o venerau și legăturii cu răspândirea geografică a cultului zeiței, percepția grecilor și elemente proeminente ale mitologiei zeiței.

### Atribute
Atena poartă o cască pe cap, protejată de un aegis sau cuirasă și o suliță lungă. De asemenea, avea un scut cu capul Gorgonei, care-i mai apare și pe piept. Un șarpe mare o însoțea, iar în mână o ținea pe Nike, zeița victoriei.

## Mitologie

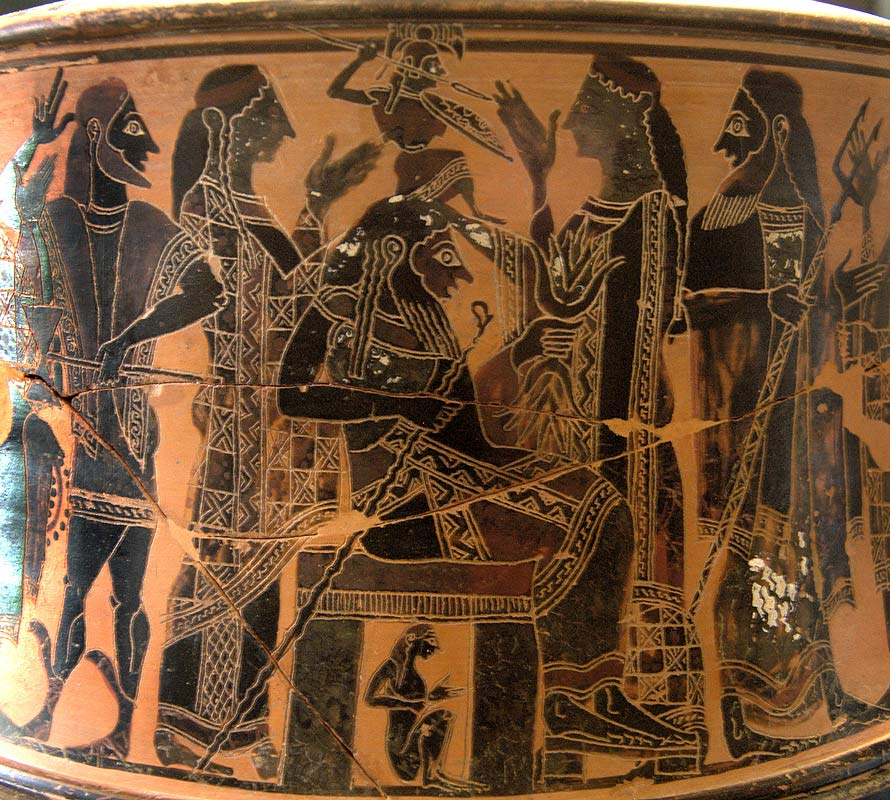
Nașterea Atenei (c. 570-560 î.Hr.)

Atena era fiica lui Zeus și a lui Metis. Metis îl ajutase pe Zeus să-l detroneze pe Cronos și acum era însărcinată. Uranus și Geea, care aveau darul profeției, îi spuseră lui Zeus că Metis va da naștere unui băiat care-l va detrona. Ca să împiedice această posibilitate, acesta o înghiți.
În ziua în care copilul ar fi trebuit să se nască, Zeus îl chemă pe Hefaistos și-i ordonă să-i despice capul. Acesta-l lovi cu o seceră și din fruntea lui Zeus se născu Atena, deja crescută. În altă variantă, titlul zeiței, Tritogeneia, sugerează o legătură cu zeul Triton. Aceasta ar fi crescut alături de fiica acestuia, Pallas, învîțând ambele artele războiului. Într-o ceartă puerilă, zeița o ucide pe Pallas. Plină de remușcări, îi ridică o statuie de lemn, numită Palladiumul.

### Lupta cu giganții și Heracle
Zeiță războinică, Atena a jucat un rol important în lupta împotriva giganților. Pe Palas îl jupui și din pielea lui își făcu o cuirasă. Îl urmări pe Encelade până în Sicilia și-l imobiliză aruncându-i insula deasupra. Aceasta-l ajută pe Heracle, când acesta lucra la cele 12 munci. I-a dat castanietele de bronz cu care sperie păsările. În revanșă, Hera i-a dat merele de aur ale Hesperidelor, atunci când Euristeu i le-a înapoiat. În lupta cu giganții, Heracle luptă alături de ea.

### Cetatea Atena

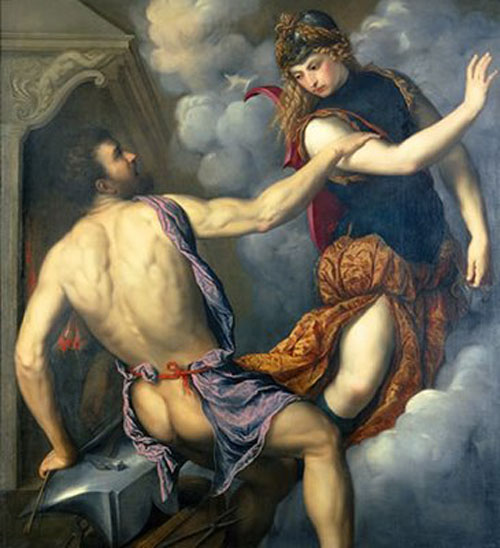
Atena refuzându-l pe Hefaistos (c. 1550-1560) de Paris Bordone

Atena a avut o relație specială cu cetatea Atena, după cum arată legătura etimologică dintre numele zeiței și oraș. Este cunoscută disputa dintre Atena și Poseidon cu prilejul împărțirii diverselor regiuni ale Greciei. Conform tradiției mitice, consiliul zeilor a făgăduit să dea Attica aceluia dintre cei doi care îi va dărui bunul cel mai de preț. Poseidon i-a dăruit calul și un pârâu, iar Atena îmblânzi armăsarul și le dărui măslinul, care avea să asigure prosperitatea locuitorilor. Ea a câștigat în felul acesta întrecerea, deoarece atenienii au acceptat darul ei și au numit orașul după ea, zeița devenind patroana cetății Atena, care îi poartă de atunci numele.

### Fiul Atenei
Atena alese să rămână virgină, cu toate astea, dădu naștere unui băiat. Se spune că aceasta merse să-l viziteze pe Hefaistos. Amărât de trădarea Afroditei, acesta încercă să se unească cu Atena. Aceasta fugi, dar deși șchiop, acesta o prinse. Ea rezistă și acesta ejaculă pe piciorul ei. Dezgustată, aceasta se șterse cu o bucată de lână și o aruncă pe pământ. Din pământ se născu Erihtonios. Numele lui este alcătuit din cuvintele grecești pentru „lână” și „sol”.
Fără știrea celorlalți zei, îl crescu și voia să-l facă nemuritor. Îl închise într-o cutie păzit de un șarpe și-l dădu fiicelui regelui Atenei, printre care Aglauros. De curiozitate, aceasta deschise cutia. În funcție de unele surse, ea și surorile ei înnebuniră și se sinuciseră. În alte versiuni, copilul avea coadă de șarpe, ca mulți dintre cei născuți din pământ. Acesta fugi și se ascunse în spatele scutului Atenei. Într-o versiune, el îl detronă pe Amfiction, fiul lui Deucalion. În altă versiune, când regele Cecrops muri, îi cedă puterea lui Erihtonios, care introduse multe reforme în cetate.

### Diverse
- Aeetes[10]
- Agraulo o insultă pe zeiță care o blestemă să devină nebună de gelozie[11]
- Aiax Locrianul o silui pe Casandra în templul zeiței. În schimb, Atena îi trimise furtuni pe drumul înapoi de la Troia, nava-i naufragie și zeița-i năpăstui poporul, pe locrieni[11]
- Arachne era o țesătoare talentată, zisă să fie mai talentată decât zeița. Aceasta o transformă într-un păianjen.[6]
- Aceasta veghe asupra construcției corăbiei Argo.[7][10]
- Asclepios[12]
- Auge era o prințesă arcadiană, care născu un copil din flori în templul zeiței. Aceasta făcu pământul sterp până ce regele, tatăl ei, nu o exilă și o vându ca sclavă[11]
- Belerofon[10]
- Cadmos[10]
- Cioara avea pene albe, dar ca s-o pedepsească pentru că-i plăcea să bârfească, Atena i le înegri[11]
- Coroneis[12]
- Coronides[12]
- Danaus & the Danaides[12]
- Dedal[12]
- Diomede[10]
- Eurynome[12]
- Atena inventă flautul, imitând țipetele gorgonelor care rămăseseră în viață și șuierăturile șerpilor lor, dar îl aruncă când văzu cum îi arătau obrajii când sufla. Acesta fu găsit de Marsias, care-l provocă pe Apolo la o competiție de muzică.[6][13][14]
- Heracle[10]
- În Iliada, Atena i-a promis lui Paris, înțelepciune, putere și cunoașterea tuturor meșteșugurilor pentru mărul discordiei.[15] Mâniată de decizia lui de a-l da Afroditei, zeița luptă alături de ahei împotriva troienilor în războiul troian. Printre eroii pe care i-a ajutat adesea se numără Diomede, Odiseu, Ahile și Menelau.[5] Aceasta o conduse pe amazoana Penthesilea să-l înfrunte pe Ahile.[16] și învăță pe Odiseu să clădească calul troian.[10][17]
- Ilos, primul rege troian, fu orbit când scoase Paladiumul din templul arzând al zeiței, deoarece niciun bărbat nu avea voie să-l vadă[11]
- Iodama era o preoteasă a zeiței, care-i apăru în față. Fata văzu capul Gorgonei și împietri, se spune, ca pedeapsă pentru un sacrilegiu[11]
- Ismene, o prințesă beoțiană se uni cu iubitul ei în templul zeiței, care-l trimise pe eroul Tideu să o ucidă[11]
- Fiicele lui Kekrops se uitară la Erihteu, în ciuda poruncii zeiței, așa că înnebuniră și se aruncară după Acropole
- Locrienii fură pedepsiți pentru fapta lui Aiax, fiind nevoiți să trimită fecioare timp de o mie de ani în Ilion, pentru siluirea Casandrei în templul zeiței[11]
- Gorgona Meduza a fost pedepsită să împietrească pe oricine se uită la ea și să aibă șerpi în loc de păr, fie din cauză că se uni cu Poseidon în templul zeiței, fie din cauză că se lăudase că era mai frumoasă ca aceasta. În ajută pe Perseu să o omoare și de atunci îi purtă capul pe scut sau în piept[11]
- Nyctimene[12]
- În Odiseea, aceasta îl ajută și îl protejează constant pe Odiseu, trimițându-i vise, dându-i sfaturi și cerând ajutorul lui Zeus.[5][10]
- Atena o îmbrăcă pe Pandora și o încunună cu flori[18]
- Pandareizii[12]
- Peleu[10]
- Perdix[12]
- Perseu[10]
- Polibeea[12]
- Tezeu[10]
- Tideu[10]
- Când gigantul Tifon îl provocă pe Zeus, numai Atena îi rămase alături în Olimp[19]
- Profetul Tiresias fu orbit deoarece o văzu pe Atena îmbăindu-se goală.[11] În schimb aceasta-i curăți urechile ca să poată înțelege graiul păsărilor și-i dădu un toiag de lemn de coarnă, cu care să meargă la fel de ușor ca un văzător.[12]
- Atena și Poseidon s-au întrecut și pentru orașul Trezen din Argolida, dar au ajuns să-l împartă între ei[20]

## Cultul Atenei

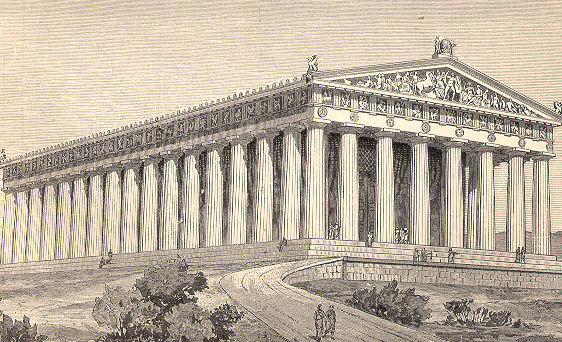
Ilustrație, reconstrucție a Partenonului (1891)

Atena era o zeiță populară, venerată pentru protecție și îndrumare. Multe dintre templele ei erau clădite pe dealuri, ceea ce se credea că oferă protecție pe vreme de război.

### Panateneele
Panateneele erau sărbători care se țineau la Atena în onoarea zeitei ocrotitoare a cetatii, Atena Polias și a fiului ei, Erehteu, în prima lună a calendarului atenian, Hecatombeon (Iulie-August), , începând cu prima lună nouă după solstițiul de vară. Numite initial Atenee și rezervate exclusiv locuitorilor Atenei, au devenit ulterior Panatenee, incluzîndu-i pe locuitorii din împrejurimile cetății și din diversele deme atice.

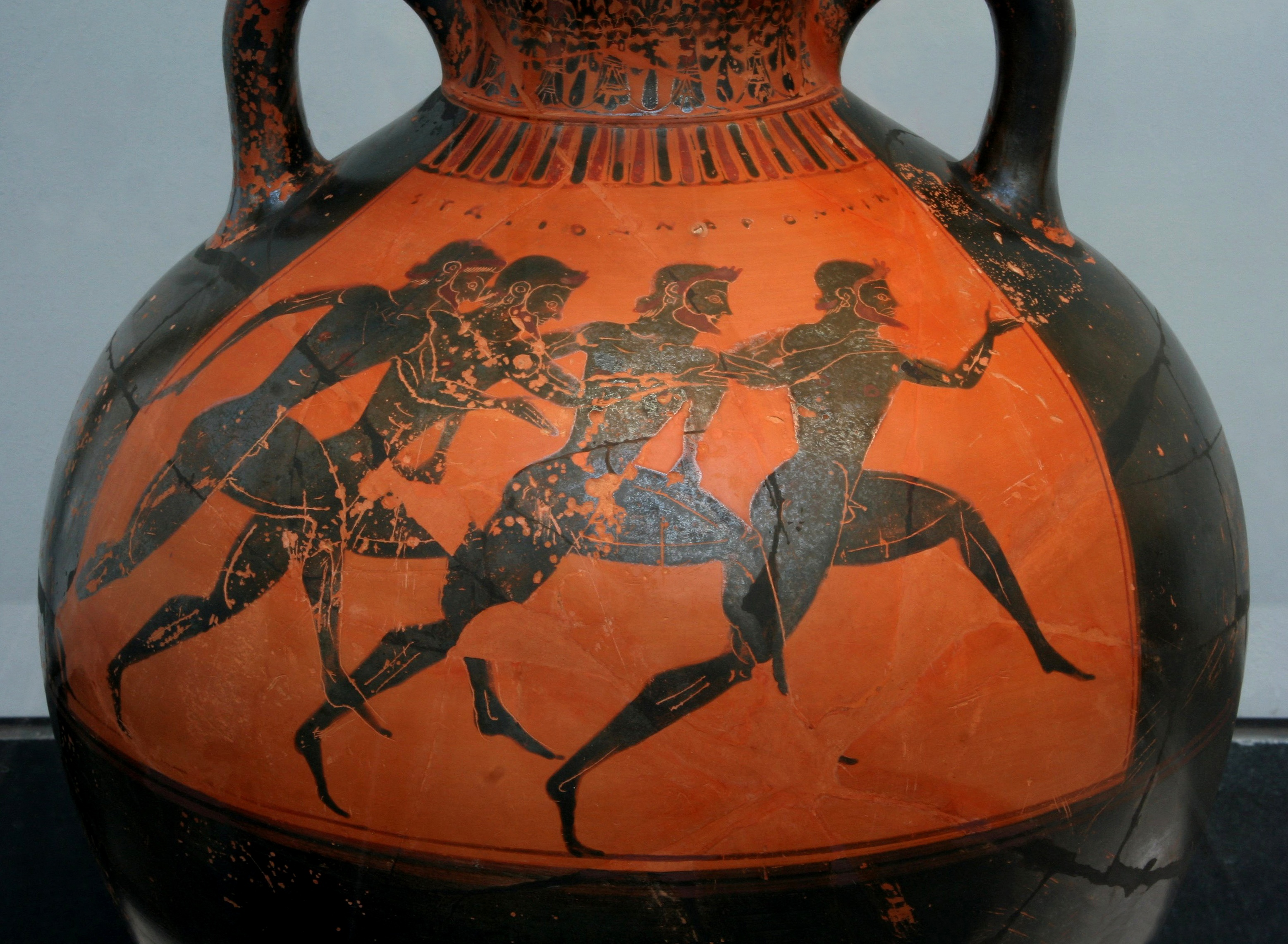
Alergători la jocurile panateneene (c. 530 î.Hr.)

Începând din anul 566 î.Hr. documentele atestă o separare între Micile și Marile Panatenee. Micile Panatenee se desfășurau în fiecare an pe 27 și 28 ale lunii Hecatombeon. Erau alcătuite din jocuri atletice și o cursă cu torțe. O dată la patru ani erau înlocuite cu Marile Panatenee, între 21 pîna în 29 ale lunii. Acestea din urmă durau nouă zile, reprezentând sarbatoarea cea mai importantă a cetății. În primele trei zile se aveau loc marile întreceri: concursuri muzicale, atletice și ecvestre. Câștigătorii erau premiați cu amfore mari (numite „amfore panatenaice”) pline cu ulei extras din măslinii sacri ai zeiței. Urmau apoi micile întreceri: dansuri cu arme și un concurs de ștafetă cu torțe (lampade-dromii). După, avea loc o petrecere care dura toată noaptea.

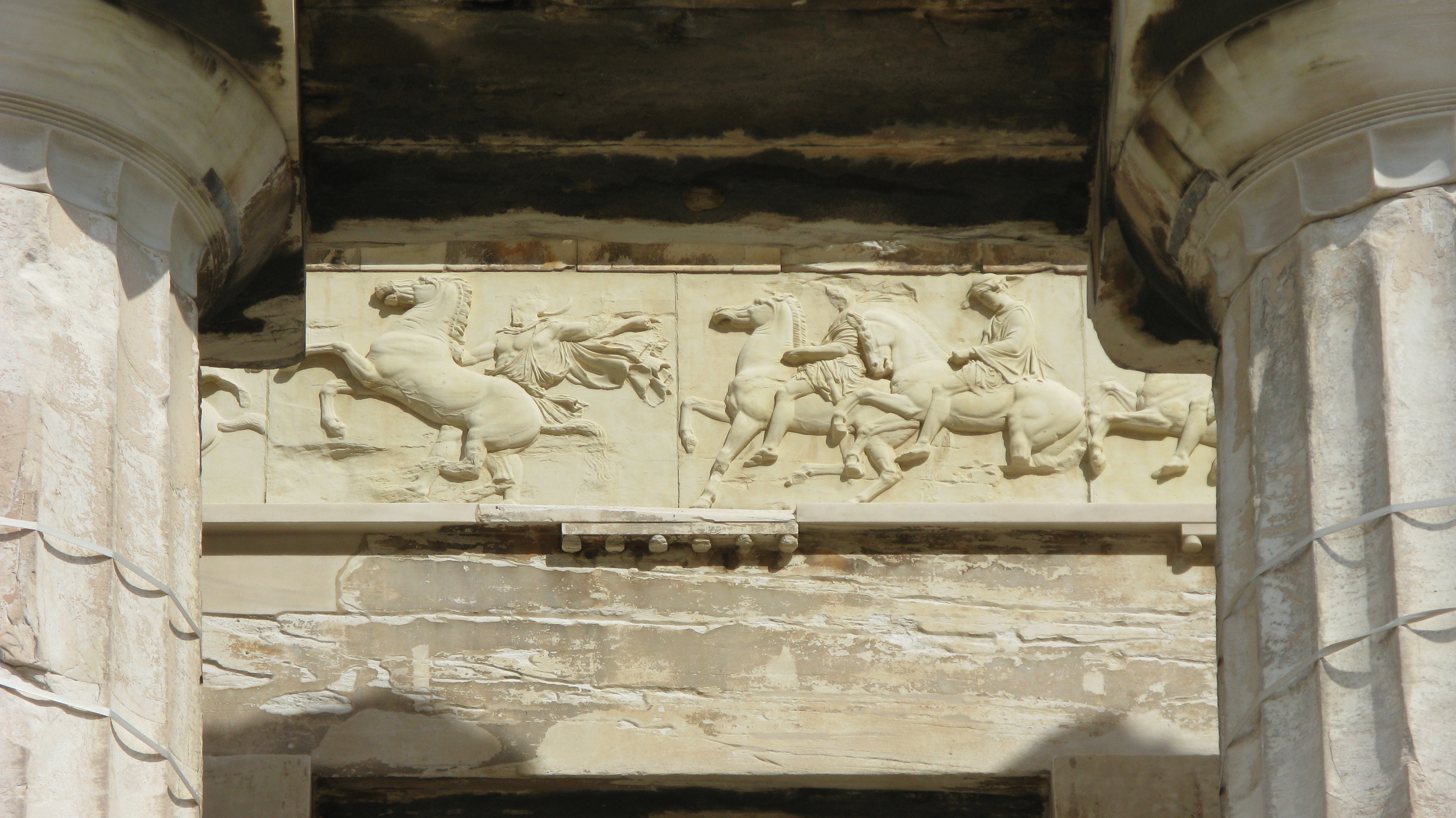
Friza Partenonului, de Fidias, reprezentând Panateneenele

Apogeul sărbătorii era o grandioasă procesiune solemnă în cursul careia era adus pe Acropole peplul Atenei, tesut și brodat de ergastinai, tinere nobile din Atena care ilustraseră pe el faptele de vitejie ale zeitei, dar și pe cele demne de luat în seamă ale cetățenilor atenieni. Procesiunea, la care participa toată lumea, pornea din Ceramicos și strabatea drumul Pireului, pentru a ajunge în cele din urma la Acropole. Sarbatorile se încheiau cu sacrificarea a peste o suta de oi și vite ce fusesera aduse la altarul zeitei în timpul procesiunii și a căror carne era apoi împartita cetatenilor; de asemenea, avea loc o regata în onoarea lui Poseidon, care pornea din Pireu și ajungea probabil la capul Sunion.
Cea mai cunoscuta reprezentare figurata a Panateneelor, care prezinta în detaliu desfasurarea acestora și în special a procesiunii, o constituie friza Partenonului de pe Acropola ateniana, opera a lui Fidias. Sînt indicate aici cu minutiozitate diversele grupuri de cetateni care participa la procesiune, distinse pe vîrste, ranguri, functii; este reprodusa, de asemenea, scena încredintarii peplului brodat și tesut pentru zeita Atena. Procesiunea este imaginata desfasurîndu-se în prezenta zeilor din Olimp și asuma — în contextul proiectului decorativ al Partenonului și al celui politic mai larg al lui Pericle, promotorul acestei opere — o importanta functie de celebrare a poporului atenian. Panateneele constituie unul dintre rarele evenimente din viata reala a cetatii care au fost reprezentate vreodata într-un loc important precum friza unui templu, în întreaga arta a epocii clasice grecesti. în plus, aceste sarbatori au favorizat o productie abundenta de amfore atice cu figuri negre (amforele panatenaice), neschimbate de-a lungul timpului și  descoperite în locuri foarte îndepartate unele de altele, atestînd provenienta disparata a atletilor care participau la întreceri.

#### Alte ritualuri și festivaluri
În Atena: Plinteria (Ziua de spălat), Chalceia (Bronz) sau Pandemos („ziua tuturor”), sărbătorită în ultima zi a lunii Pianepsion mai ales de meșteșugari, Proteleia (ziua dinaintea nunții unei fete, când se dădeau ofrande pentru Atena), Procharisteria (ziua mulțumirilor, oamenii din poziții administrative dădeau ofrande) și în luna Scirophorion era sărbătorit festivalul Skiraphoria. Atenienii o sculptau pe zeiță la prora triremelor pentru a le proteja pe mare.

### Răspândire geografică

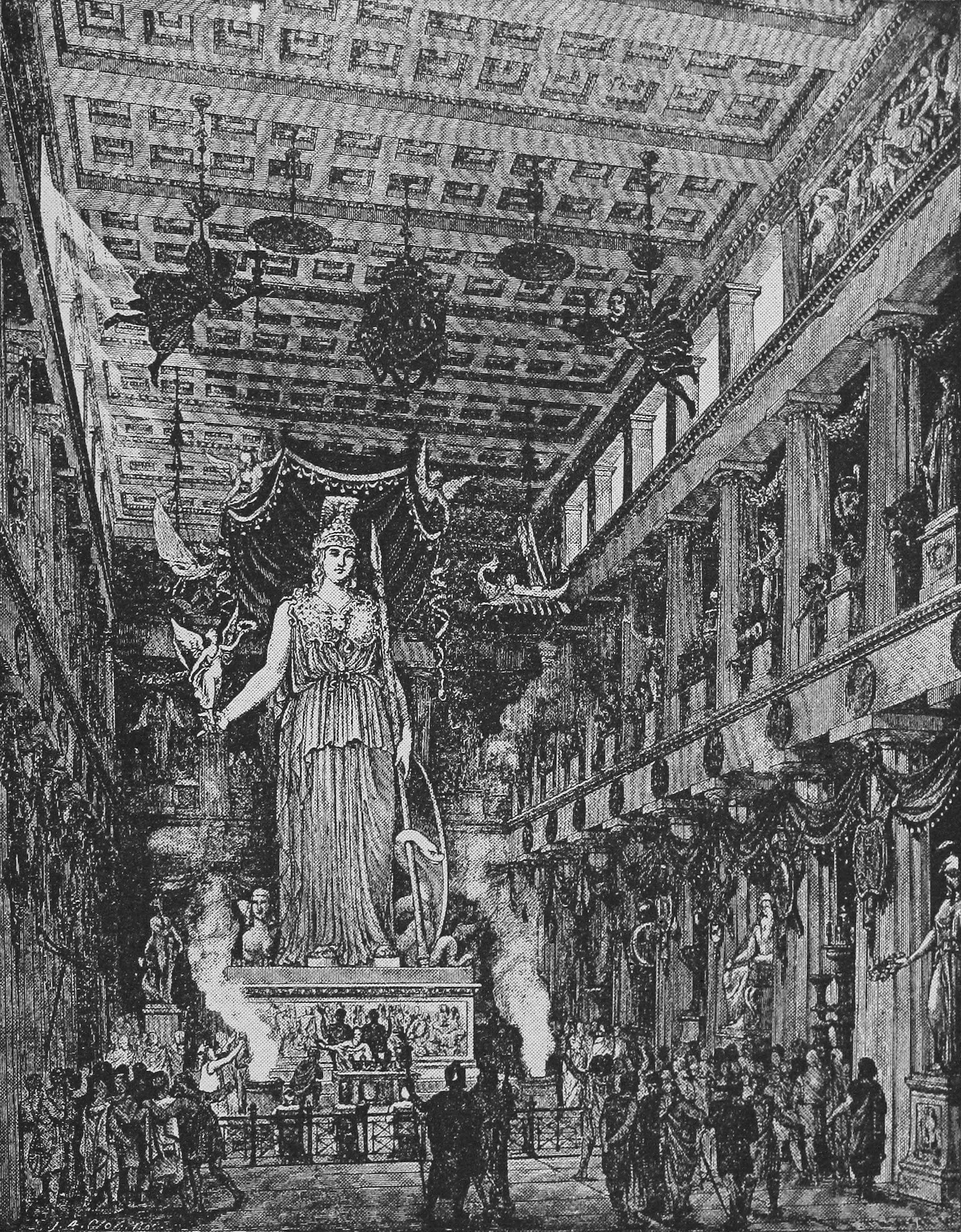
Ilustrație a Atenei Parthenos a lui Fidias din Atena

Cultele zeilor mitologiei grecești sunt adesea vechi și adevărata lor întindere și popularitate este greu de determinat în zilele de azi. Ce rămâne se bazează pe mărturiile celor care trăiră atunci, printre care geografi și călători precum Strabon și Pausanias, și descoperiri arheologice, după cum urmează:
Grecia de Sud:
- Atica: Atena (Acropole și în afara orașului), Pireu, Munychia, Sounio, Zoster, Phylla, Myrrhinus, Acharnae, Muntele Pentelicus, Faleron, Laciadae, Râul Kefisos[21]
- Megaris: Megara, Piatra Atenei[21]
- Corintia: Corint[21]
- Sikionia: Sikion, Titane[23]
- Argolida: Argos, Cleonae, Lessa, Epidaurus, Trezen, Muntele Buporthmus, Hermiona, Muntele Pontinos[23]
- Lacedemonia: Sparta(Acropolă, la marginea orașului și lângă oraș), Amicle, Kithion, Acriae, Onognathus, Epidaurus Limera, Brasiae, Las, Hippola, Leuctra[23]
- Messinia: Ferae, Corone, Mothone, Pilos, Kyparissia[23]
- Elida: Elida, Olimpia, Skillos, Letrini[23]
- Achaia: Patras, Râul Larisus, Dyme, Triteia, lângă Panormus, Aegion, Egeira, Pelene[24]
- Arcadia: Megalopolis, Tegeea, Mentineia, Feneus, lângă Cleitor, Alea, Alifera, Teuthis, Maenalus, lângă Acacesium, lângă Hemonie, muntele Boreius[24]

Grecia centrală:
- Beoția: Teba, Plateea, Teumessus, Thespiae, Alalcomenae[24]
- Euboea: Chalcis[24]
- Focida: Delfi, Coroneea, Daulis, Tithorea, Elateia[25]
- Locris de Vest: Amfissa[25]
- Locris de Est: Deoarece Aiax Locrianul o siluise pe Casandra în templul Atenei, oracolul le spusese locuitorilor ca timp de o mie de ani să trimită fecioare o dată la câțiva ani la Troada, în Anatolia grecească, unde acestea trebuiau să treacă de localnici care le loveau cu pietre și să se refugieze asemenea Casandrei în templul zeiței. Cele care supraviețuiau deveneau preotese[25]

Grecia nordică:
- Malis: Trachis[25]
- Tesalia: Itonos[25]

Marea Egee:
- Keos[25]
- Chios[25]
- Samos[25]
- Rodos: Lindos[25]
- Creta: Cnossos[25]

Anatolia grecească:
- Troada: locul miticului Ilion, Pedasos; La Ilion Locrisul estic trimitea o dată la câțiva ani fecioare pentru templul Atenei[25]
- Lidia: Smirna, Focaia, Erithrae[25]
- Licia: Faselis[25]
- Pamfilia: Side[25]

Italia de Sud:
- Sicilia: Himera[25]
- Lucania: Heracleea[25]
- Calabria: Salentine[25]
- Campania: Sorrento [25]
- Apulia: Lukeria[25]

Altele:
- Italia centrală, Latium: Roma, Circei[25]
- sudul Spaniei, Iberia: Odysseia[25]

## În ficțiune și artă

### Perioada clasică
În literatură, Atena are adesea un rol secundar. Apare în tragedia Aiax (c. 455 î.Hr.) a lui Sofocle, înebunindu-l pe personajul eponim. Îl protejează pe Oreste în tragedia lui Eschil Eumenidele (lit. „cele binevoitoare”; c. 458 î.Hr.).
În arta clasică, Atena apare purtând un chiton lung și, uneori, în armură, cu casca ridicată pe frunte, pentru a o dezvălui pe Nike. Pe scutul ei (gorgoneion) poartă capul gorgonei Meduza, cu șerpi pe margine. Aceasta este ipostaza în care apare în faimoasa statuie pierdută de aur și fildeș de 36m înălțime a lui Fidias, Atena Parthenos. Atena mai apare cu o bufniță așezată pe umăr.
Atena îndoliată (c. 460 î.Hr) este o sculptură de relief reprezentând o Atena sprijinindu-se pe un toiag sau o suliță. Această versiune diferă de postura încrezătoare în care zeița apare de obice și este sursa multor opinii contradictorii asupra semnificației. În versiunile arhaice pe ceramica pictată cu personaje negre, zeița-și arată influențele minoico-miceniene, înfățișată cu aripi mari de păsări, desi acest lucru nu este valabil pentru sculptura arhaică.
Pe lângă atributele Atenei, se pare că există o înțelegere comună relativ la fața zeiței în sculptura din perioada clasică târzie, începând din sec. V î.Hr. Are preponderent o bărbie împlinită, rotundă și decisivă, cu un nas lung, cu rădăcina nasului sus, și lată, ca o continuare naturală a frunții. Are ochi oarecum adânciți. Buzele nu zâmbesc, sunt pline, dar gura e îngustă, de obicei doar puțin mai lată decât nasul. Gâtul este oarecum lung. Rezultatul net este o frumusețe calmă, serioasă, relativ detașată și clasică.

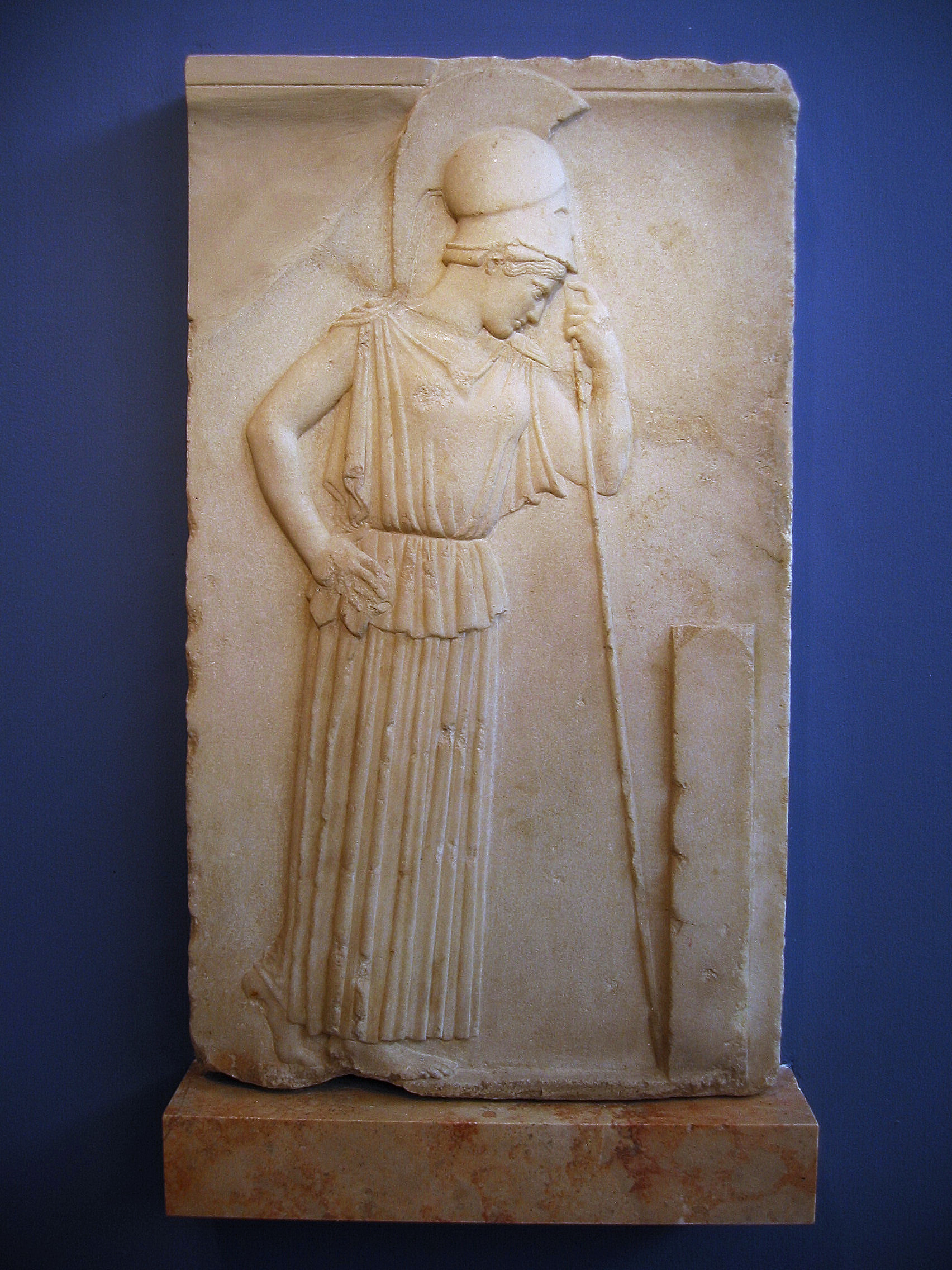
Atena îndoliată (c. 460 î.Hr.)
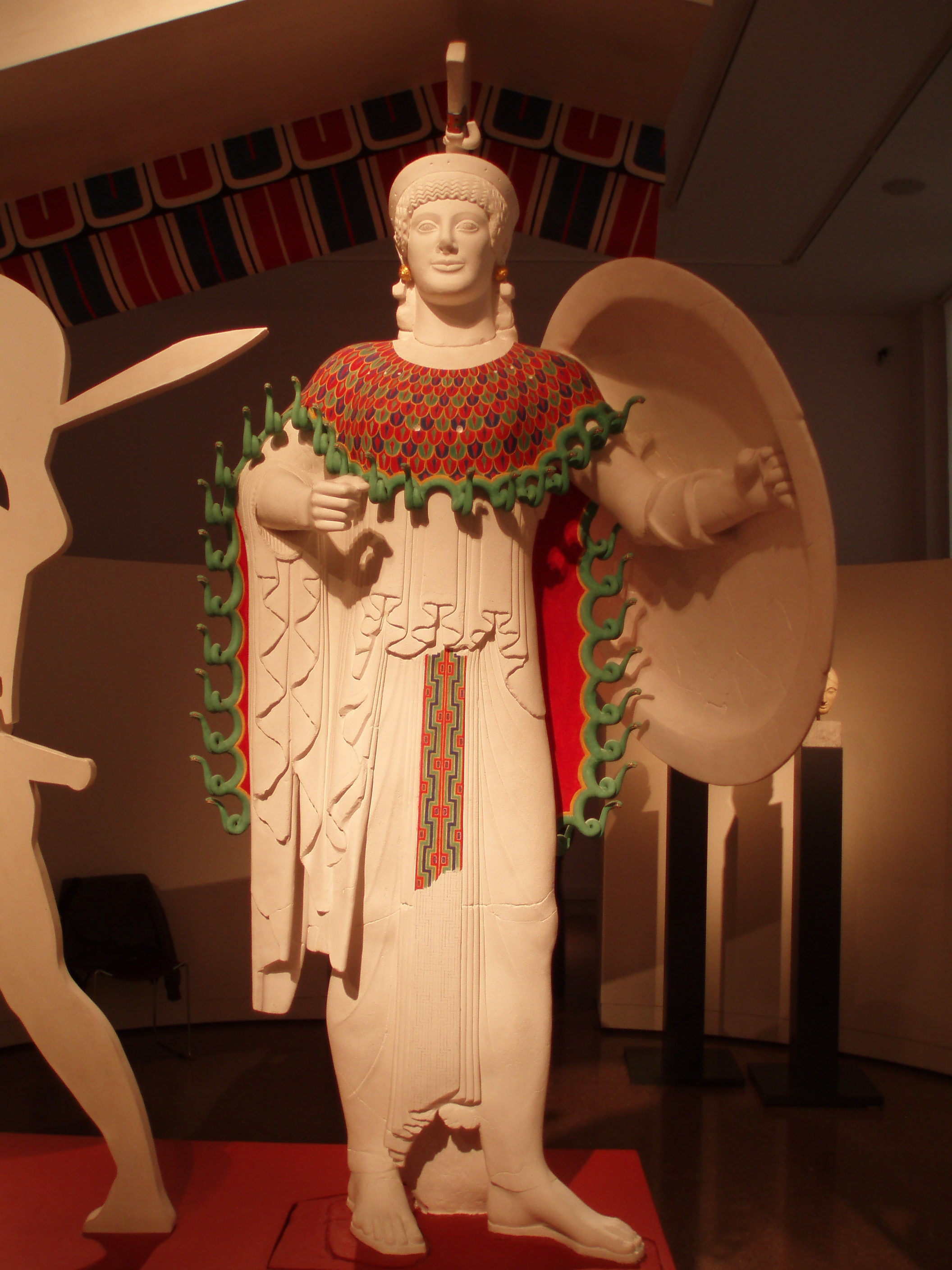
Restaurare policromă a decorațiunilor statuii Atenei din templul Apheiei din Eghina, c. 490 î.Hr.
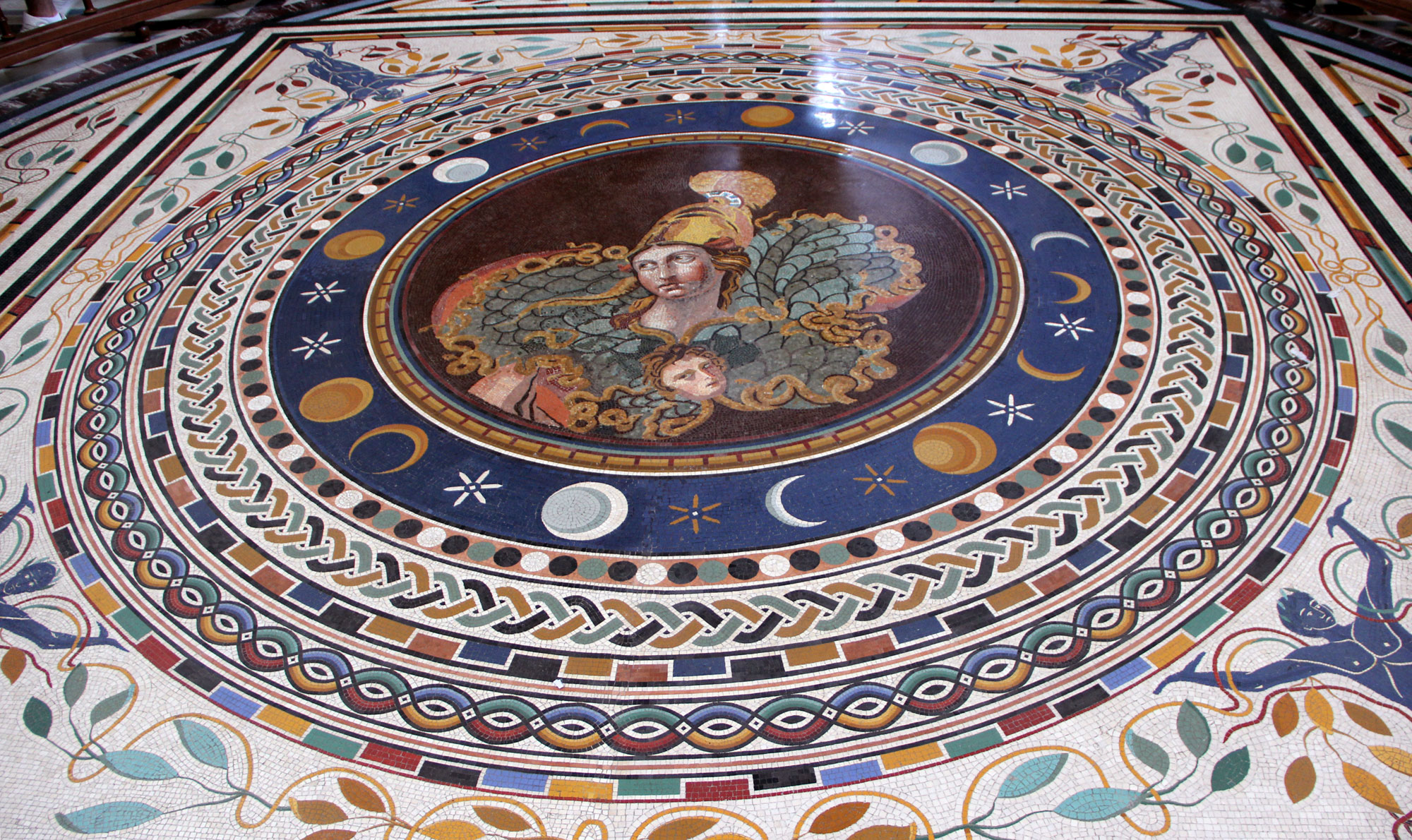
Mozaic clasic (c. sec.III î.Hr.) dintr-o vilă în Tusculum (la 24km SE de Roma), la Muzeele Vaticane
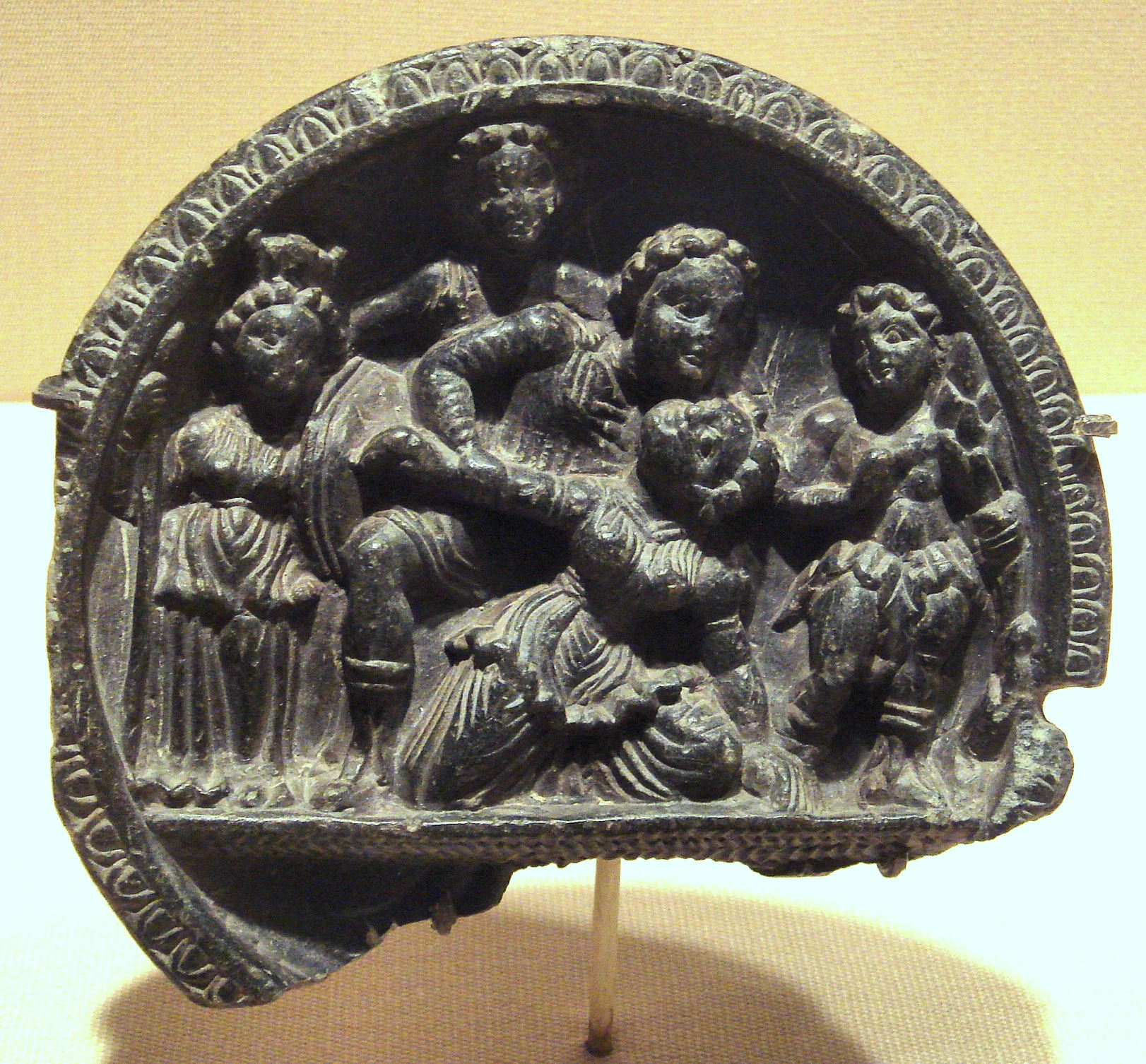
Episod mitologic cu Atena (stânga) și Heracle (dreapta), pe o paletă de piatră, artă greco-budistă din Gandhara, India
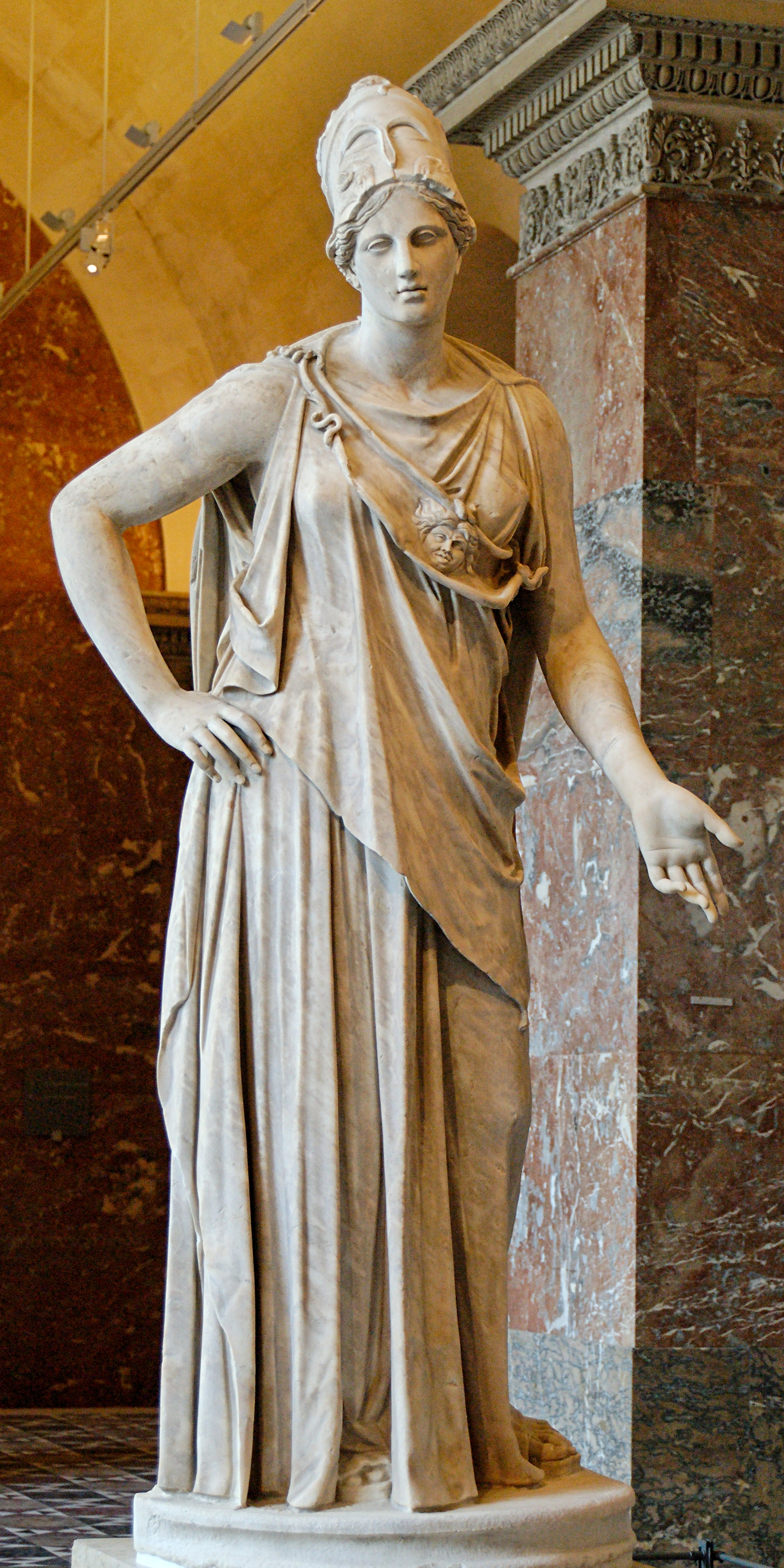
Mattei Athena, copie romană după originalul grec din sec. IV î.Hr. (Luvru)

### Arta post-clasică

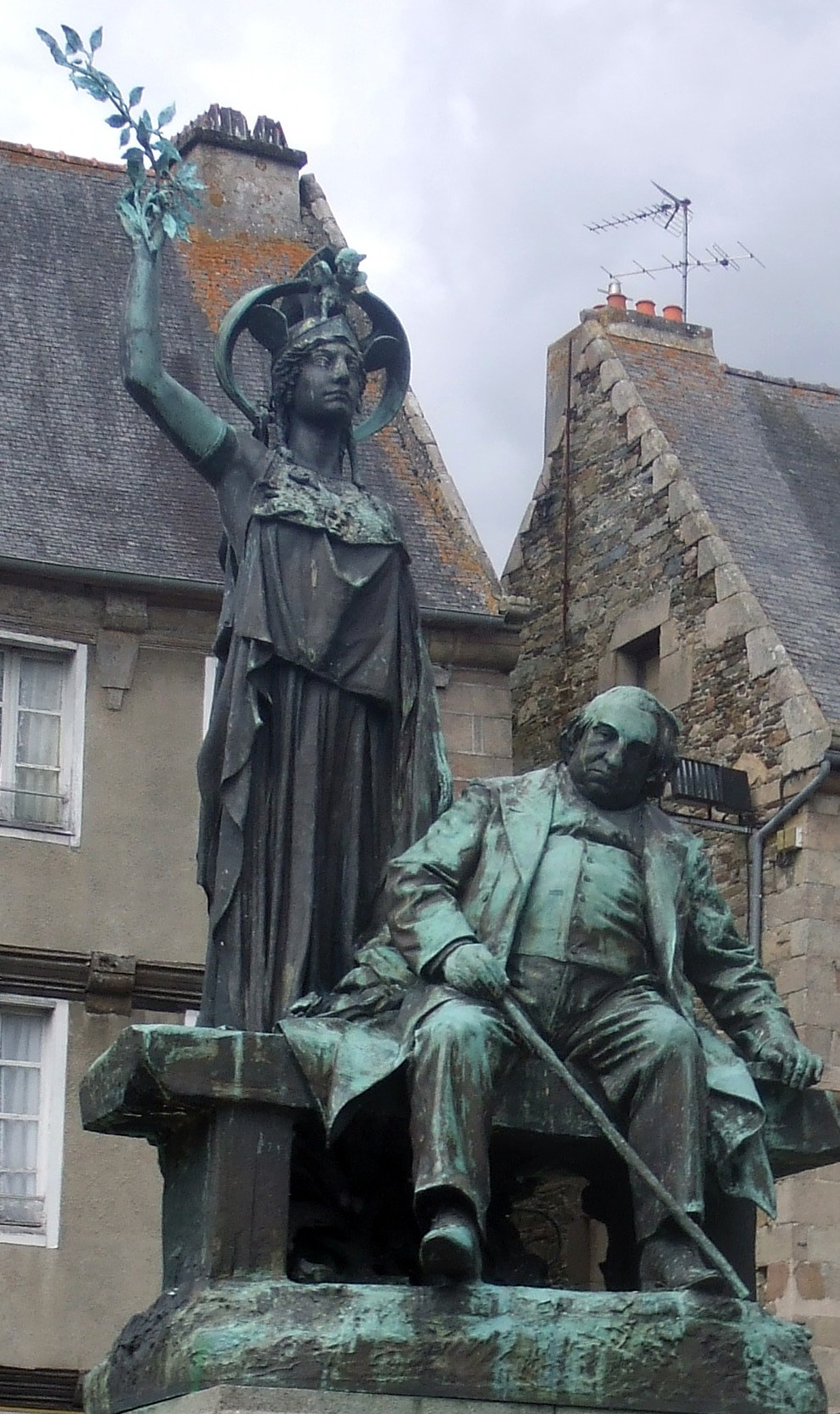
Ernest Renan, Tréguier (1902)

Ascensiunea creștinismului a pus capăt venerării zeităților grecești și politeismului, dar zeița își păstră valoarea simbolică și reapăru în Evul Mediu pe blazonurile familiilor nobile. În timpul Renașterii, a devenit o patroană a artelor și a ingeniozității umane și, în cele din urmă, o personificare a libertății republicii în timpul Revoluției Franceze (o statuie a zeiței era în Place de la Revolution din Paris).

Statuia lui Jean Boucher a gânditorului sceptic Ernest Renan a provocat o mare controversă atunci când a fost instalată în Tréguier, în 1902. Biografia lui Renan din 1862 nega statutul divin al lui Iisus și acesta scrisese Rugăciunea pe Acropole adresată zeiței Atena. Statuia a fost plasată în fața catedralei. Capul lui Renan se uita în direcția opusă în timp ce Atena, alături de el, ridica brațul, ceea ce a fost interpretat ca o provocare împotriva Bisericii în timpul unei faze anticlerice în cultura franceză. Instalarea statuii a fost însoțită de un protest major al romano-catolicilor locali și de un serviciu religios împotriva scepticismului și a secularismului în creștere.

Emblema statului California (1849)

De asemenea, emblema statului California este o imagine a Atenei (sau Minervei) îngenunchiând lângă un urs grizzly maro.
Timp de mai bine de un secol  o replică exactă a Partenonului a existat în Nashville, Tennessee, oraș cunoscut drept "Atena Sudului". În 1990, a fost adăugată o statuie înaltă de 41m înălțime, replica statuii Athena Partenos lui Fidias.
Athena este un patron natural al universităților: este simbolul Universității de tehnologie din Darmstadt, în Germania și al Universității Federale din Rio de Janeiro, în Brazilia. Imaginea ei poate fi găsită în scuturile Facultății de Filosofie și de Litere și la Facultatea de Științe a Universității Naționale Autonome din Mexic, unde bufnita este simbolul Facultății de Chimie. Casca ei apare pe scutul Academiei Militare a SUA din West Point, New York. La Colegiul Bryn Mawr din Pennsylvania, statuia Athena (o replică a bronzului original din biblioteca artelor și arheologiei) se află în Sala Mare. La examen este tradițional faptul că elevii trebuie să lase oferta zeiței cu o notă care să ceară noroc sau să se pocăiască pentru că a încălcat în mod accidental oricare dintre numeroasele alte tradiții ale colegiului. Bufnita lui Athena servește și ca mascot al colegiului, iar unul dintre imnurile colegiului este "Pallas Athena". Pallas Athena este zeița tutelară a fraternității sociale internaționale Phi Delta Theta. Bufnița este, de asemenea, un simbol al fraternității.
Athena a fost folosită de mai multe ori ca simbol al unei republici de către diferite țări și apare în monedă, așa cum a făcut-o în vechea drachma a Atenei.
Athena (Minerva) este subiectul monedei monetare comemorative de 50 $ 1915-S Panama-Pacific. La aurul de 2.5 troi oz (78 g), aceasta este cea mai mare monedă produsă vreodată de U.S. Mentă. Aceasta a fost prima monedă de 50 de dolari emisă de Monetăria S.U.A. și nu a fost produsă mai mult până la producerea monedelor de platină de 100 de dolari în 1997. Desigur, în ceea ce privește valoarea nominală în adj

### În televiziune și film
Atena a apărut de numeroase ori în film și televiziune,[nefuncțională]
 printre care: